# Lithocarpus pseudoxizangensis
Lithocarpus pseudoxizangensis là một loài thực vật có hoa trong họ Cử. Loài này được Z.K.Zhou & H.Sun mô tả khoa học đầu tiên năm 1996.